# 湮滅輻射
湮滅輻射是指粒子和反粒子互相湮滅所產生的輻射。根據質能轉換公式，其輻射的能量等於粒子的質量(一般湮滅後會產生兩個光子，每個光子都等於粒子的質量。)。在自然界中，最常見的湮滅輻射就是成對產生而造成的輻射，能量是511keV，成對產生是電磁波脈衝穿過原子時在原子核附近形成的形成正電子和電子，而電子-正電子對很快就會湮滅并释放511 keV 伽马射线。